# HD40833
HD40833 — хімічно пекулярна зоря спектрального класу
B9 й має видиму зоряну величину в смузі V приблизно  9,3.

## Пекулярний хімічний вміст
Зоряна атмосфера HD40833 має підвищений вміст 
Si
.